# Гейден (графский род)
Гейдены (нидерл. van Heiden) — дворянский род голландского происхождения, удостоенный в 1790 году графского достоинства Священной Римской империи. С 1795 года на русской службе.
Происходят от вестфальских дворян, в XVII веке переселившихся в Нидерланды.
Род графов Гейденов внесён в 5-ю часть дворянской родословной книги Екатеринославской губернии и в матрикулы эстляндского дворянства.

## Персоналии
- Сигизмунд Петер Александр ван Гейден (1740—1806)
oo  Maria Frederica van Reede (1748—1807)
  - Логин Петрович Гейден (1772—1850) — адмирал, командующий русской эскадрой при Наварине
oo  Anna Maria Akeleye (1778—1855)
    - Логин Логинович Гейден (1806—1901) — адмирал, командир Ревельского порта
oo  Александра Ивановна Храповицкая (?—1883)
    - Фёдор Логинович Гейден (1821—1900) — генерал, финляндский генерал-губернатор 
oo  Елизавета Николаевна Зубова (1833—1894)
      - Николай Фёдорович Гейден (1856—1919) — генерал-лейтенант, гласный Санкт-Петербургской городской думы, товарищ председателя Русского собрания.
      - Александра Фёдоровна Гейден (1857—1922) 
oo  Павел Александрович Рауш фон Траубенберг
      - Александр Фёдорович Гейден (1859—1919) — вице-адмирал (1913)
      - Дмитрий Фёдорович Гейден (1862—1926) — полковник русской армии
      - Мария Фёдоровна Гейден (1863—1939) 
oo  Александр Дмитриевич Шереметев
      - Ольга Фёдоровна Гейден (1864—1917) — фрейлина
      - Елизавета Фёдоровна Гейден (1868—1920) 
oo  Андрей Романович Кнорринг

    - Александр Логинович Гейден (1810—1896), действительный статский советник
oo  Варвара Петровна Милорадович (1815—27.08.1903[1]), дочь Петра Васильевича Милорадовича, венчалась в Петербурге 5 мая 1835 года[2] в церкви Екатерининского института, умерла от рака мочевого пузыря, похоронена в Воскресенском женском монастыре.
      - Пётр Александрович Гейден (1840—1907) — политический деятель, член I Государственной думы
oo  Софья Михайловна Дондукова-Корсакова (1845—?)

    - Елизавета Логгиновна Гейден (1812—1840) 
oo  Владимир Петрович Опочинин